# 빅솔론
주식회사 빅솔론(영어: BIXOLON)은 아이디스 계열의 산업용 프린터 기업이다.

## 역사
2002년 삼성전기의 EPOS 프린터부문에서 분리 독립하여 설립되었으며, 2007년 8월 20일에 공모가 10,000원에 상장하였다.